# دار الإمام
دار الإمام هي مؤسسة رسمية مختصة في شؤون أئمة المساجد الجزائرية، ويقع مقرها في بلدية المحمدية بـولاية الجزائر.
هذه الدار تشرف عليها مديرية الشؤون الدينية والأوقاف لولاية الجزائر تحت وصاية وزارة الشؤون الدينية والأوقاف.

## الموقع

### الجوار
تقع دار الإمام على بعد 10 كلم إلى الشرق من مدينة الجزائر العاصمة، وعلى بعد 1 كلم عن البحر الأبيض المتوسط.
تقع هذه الدار في بلدية المحمدية بـمتيجة ومنطقة القبائل.

## المدراء

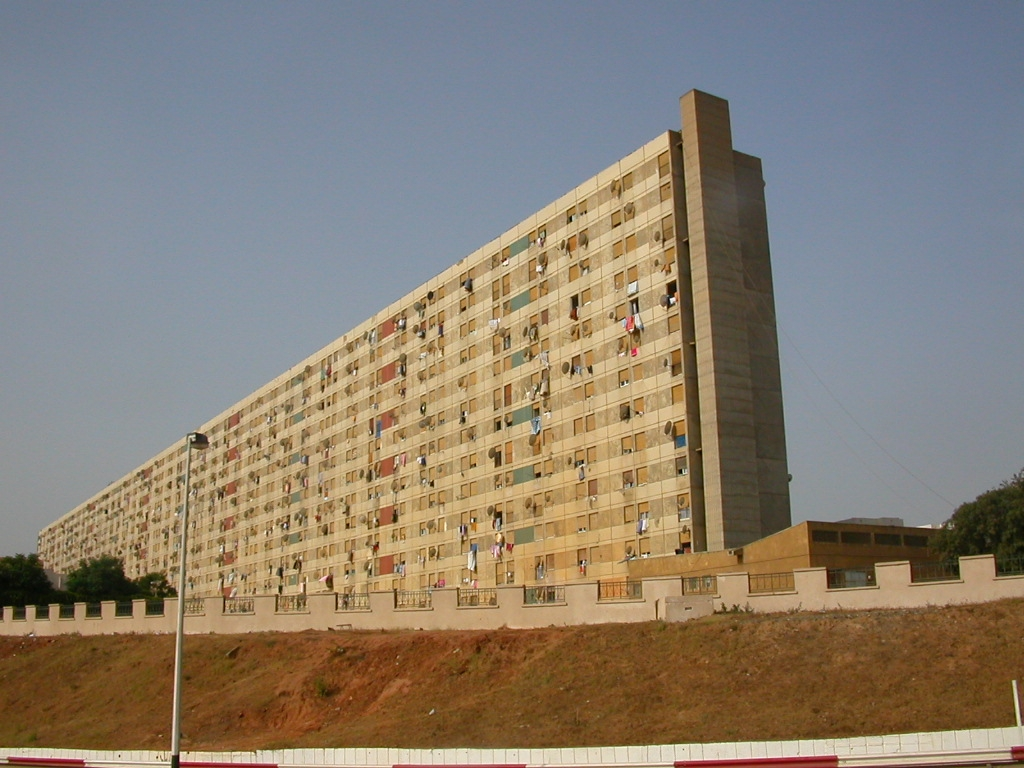
بلدية المحمدية.

لقد تعاقب العديد من المدراء على دار الإمام منذ إنشائها في سنة 1996م.
يقوم هذا المدير بتسيير الموارد البشرية، المادية والمالية الموضوعة تحت تصرفه، إضافة إلى عمليات التجهيز تحت سلطته، وهو بذلك يتمتع بصفة الآمر بالصرف بالنسبة للميزانية المخصصة لمصلحته.
يتم تعيين هذا المدير عن طريق مرسوم تنفيذي، بموجب اقتراح من وزير الشؤون الدينية، كما أن أجرته مرتبطة بوظيفته كإطار سام وكموظف يتم تصنيفه كمدير.
| ترتيب | مدير       | بداية | نهاية |
| ----- | ---------- | ----- | ----- |
| 01    | توفيق تبوب | 2003م | 2014م |

## رصد الأهلة

رؤية هلال رمضان.

تحتكم عملية رصد الأهلة في الجزائر إلى اللجنة الوطنية لمراقبة الأهلة التابعة لوزارة الشؤون الدينية والأوقاف وبإشراف ومتابعة مباشرة من قبل المسؤول الأول على القطاع الذي هو الوزير.
وتتكون أساسا من اللجنة المركزية التي تجتمع بمقر الوزارة أو في دار الإمام ليلة تحري رؤية الهلال والمُشكلة من مشايخ وعلماء الجزائر وممثل عن مركز البحث في علم الفلك والفيزياء الفلكية والجيوفيزياء، حيث تأخذ اللجنة الوطنية لرصد الأهلة برأي الفلكيين مسبقا بالاطلاع على تقرير فلكي مفصل يُعده المركز حول الوضعية الفلكية للقمر والشمس خلال تلك الليلة وإمكانية رؤية الهلال وفق الحسابات العلمية والفلكية.

## التكوين

### الأئمة المدرسون
يتم في دار الإمام تكوين وتخريج دفعات من الأئمة المدرسين.
هؤلاء الأئمة المدرسون يلتحقون بدار الإمام بعد إجراء مسابقة على أساس الاختبارات للالتحاق بالتكوين المتخصّص لسلك الأئمة برتبة إمام مدرس، وذلك للدخول إلى المدرسة الوطنية والمعاهد الإسلاميـة لتكوين الإطارات الدينية طبقـا لمخطط التكوين وتحسيـن المستوى السنوي.
يشترط لمزاولة تكوين رتبة إمام مدرس أن يكون المترشحون حائزين على شهادة حفظ القرآن الكريم كاملا ممن تحصلوا عليها بعد الطور الرابع من التعليم القرآني وفـق أحكام المرسوم التنفيدي رقم 94-432 المؤرخ في 10 ديسمبر 1994 أوالحائزين على مستوى السنة الثالثة ثانوي الحافظين للقرآن الكريم كاملا.
تجري اختبارات كتابية في دراسة نص والشريعة الإسلامية والقرآن الكريم وتفسيره والحديث النبوي وعلومهما، ثم يتلوها الاختبار الشفهي للقبول متمثلا في نقاش مع اللجنة يدور حول برنامج الامتحان.

### دفعات الأئمة المدرسين
| الدفعة | تسمية الدفعة                         | عدد المتخرجين | التاريخ |
| ------ | ------------------------------------ | ------------- | ------- |
| 01     |                                      |               | 2009م   |
| 02     | محمد شقرون بن أحمد المغراوي الوهراني | 19            | 2010م   |

### تحسين مستوى الإطارات

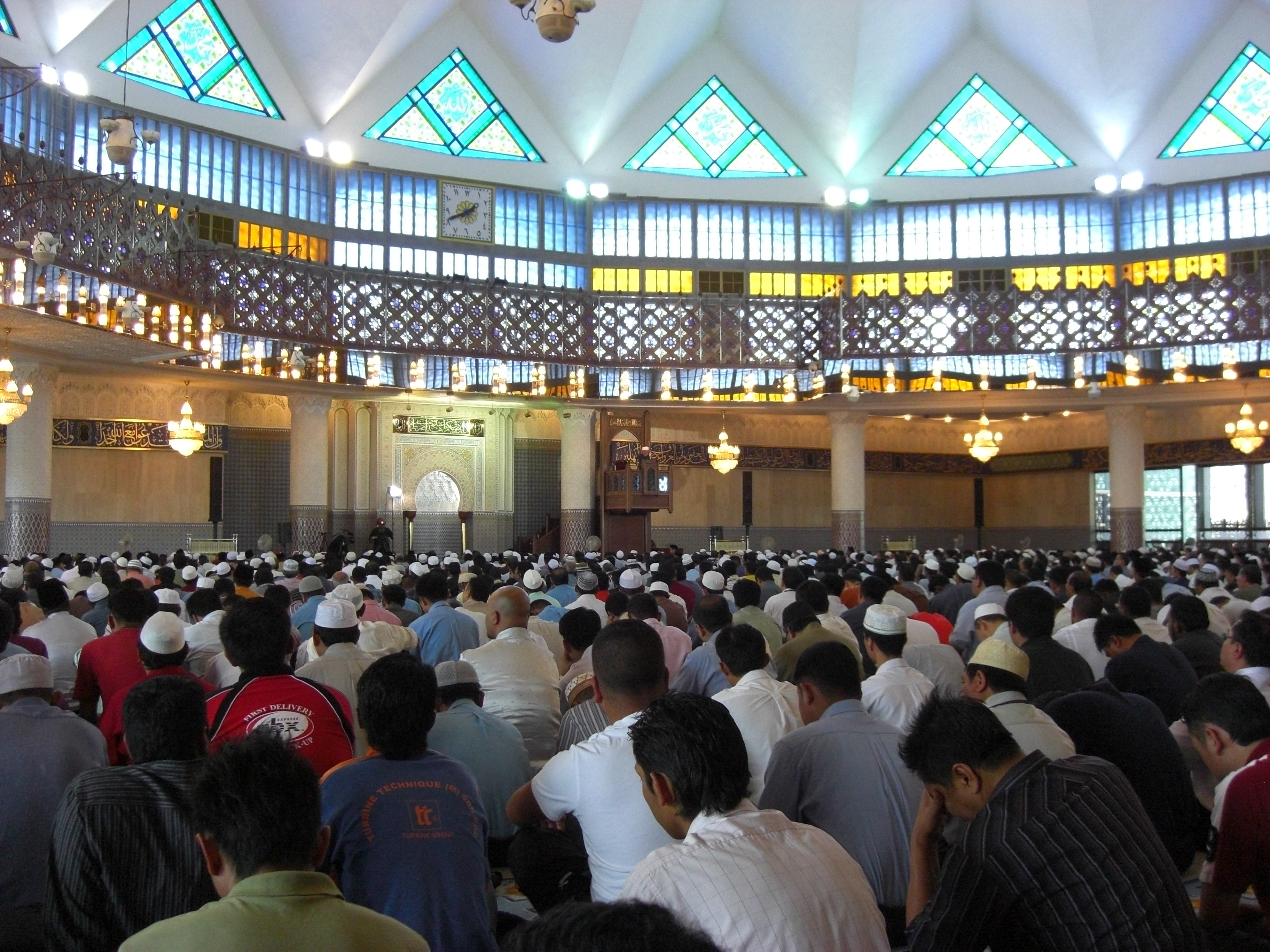
إمام مدرس.

تمت ترقية المعهد الإسلامي لتكوين الإطارات الدينية لدار الإمام بالمحمدية إلى معهد وطني عال بعد سنة 2009م، يسهر على رسكلة المتخرجين من الجامعات وكذا وكلاء الأوقاف، المرشدات الدينيات ومفتشي التوجيه الديني والتعليم القرآني.
لا يمكن للمتخرجين من الجامعات من وكلاء الأوقاف، المرشدات الدينيات، الأئمة الأساتذة والأئمة الأساتذة الرئيسيين وكذا مفتشي التوجيه الديني والتعليم القرآني أن يلتحقوا بمناصب عملهم، إلا بعد التحاقهم بالمعهد الإسلامي لتكوين الإطارات الدينية بدار الإمام، الذي تمت ترقيته إلى معهد وطني عال، وذلك قصد تلقي تكوين تحضيري في العلوم الشرعية لمدة تتراوح بين 6 و9 أشهر.
فالقانون الأساسي لتنظيم عمل مؤسسات التكوين الديني، قد تضمنت ضرورة خضوع كافة الرتب بقطاع الشؤون الدينية والأوقاف للتكوين وتحسين المستوى، بما فيهم خريجي الجامعات، وذلك بعد أنن تم إعداد النصوص التنظيمية الخاصة المنظمة للتكوين وتحضير البرامج في التكوين المتخصص، وتنظيم المسابقات وكذا تحديد المؤسسات الساهرة على تنظيمها.

## مقالات إضافية
- المرجعية الدينية الجزائرية
- الحزب الراتب: الحزاب - الباش حزاب - السلكة
- وزارة الشؤون الدينية والأوقاف بالجزائر
- اللجنة الوطنية لمراقبة الأهلة
- المجلس العلمي للإفتاء بالجزائر
- التراث الفقهي الجزائري
- المجلس الإسلامي الأعلى بالجزائر
- مديرية الشؤون الدينية والأوقاف لولاية الجزائر
- قائمة المساجد في ولاية الجزائر
- صندوق الزكاة